# Sexcles
Sexcles is een gemeente in het Franse departement Corrèze (regio Nouvelle-Aquitaine) en telt 229 inwoners (2004). De plaats maakt deel uit van het arrondissement Tulle.

## Geografie
De oppervlakte van Sexcles bedraagt 25,7 km², de bevolkingsdichtheid is 8,9 inwoners per km².
De onderstaande kaart toont de ligging van Sexcles met de belangrijkste infrastructuur en aangrenzende gemeenten.

## Demografie
Onderstaande figuur toont het verloop van het inwonertal (bron: INSEE-tellingen).